# Nordstadt (Euskirchen)
Nordstadt sau „Cartierul de Nord din Euskirchen” este limitat la vest de cimitirul orașului, la sud de strada Jülicher Ring și Keltenring, la nord de strada  Th.-Nießen, iar la est de strada Erftului. Cartierul are o suprafață de ca.  20 ha, fiind la periferia de nord a orașului. In partea de est a cartierului sunt șiruri de case (locuințe) cu grădini, spre vest fiind blocuri care au mai multe etaje, cu locuințe cu chirie. Pe strada Kessenich care este artera de circulație principală a cartierului situată pe direcția nord-sud, se găsesc două restaurante, magazine de vânzare ca și clădirea centrului de administrare al districtului Euskirchen și clădirea crucii roșii. Liniile de autobus care circulă în cartier sunt 860, 869 și 872.